# Roman Schnur
Hans Roman Schnur (* 21. Oktober 1927 in Merzig; † 5. August 1996 in Wurmlingen) war ein deutscher Staats- und Verwaltungsrechtler und von 1972 bis 1993 Professor für Öffentliches Recht in Tübingen.

## Leben und Werk
Roman Schnur wurde 1927 im Saarland als Sohn eines Gemeindebeamten geboren. Aufgewachsen in bescheidenen Verhältnissen und im Krieg vorübergehend als Luftwaffenhelfer eingesetzt, musste Schnur sein Abitur 1947 nachholen. Danach begann er ein Studium der Rechtswissenschaft an der Johannes Gutenberg-Universität Mainz. Promoviert wurde Schnur bei Karl Siegfried Bader mit einer rechtshistorischen Arbeit über den Rheinbund von 1658 in der deutschen Verfassungsgeschichte. Nach Promotion und Referendarzeit wurde er im Frühjahr 1955 Redaktionssekretär des Archivs für Rechts- und Sozialphilosophie (ARSP) unter der Schriftleitung des Rechtsphilosophen Theodor Viehweg. Bei der Zeitschrift war Schnur für den Themenschwerpunkt „Politische Philosophie“ verantwortlich. Hier war er einer der ersten, der nach 1945 mit zahlreichen Veröffentlichungen die Beschäftigung mit dem als „Kronjurist des Dritten Reiches“ diskreditierten Carl Schmitt vorantrieb. Schnur bewunderte Schmitt und gehörte zu seinem engen Schüler- und Bekanntenkreis.
1956 wurde Schnur Assistent des Verwaltungswissenschaftlers und -praktikers Carl Hermann Ule an der Deutschen Hochschule für Verwaltungswissenschaften in Speyer. Seinem Lehrer folgend spezialisierte sich auch Schnur auf Verwaltungsrecht. 1961 habilitierte sich Schnur bei dem Schmitt-Schüler Ernst Forsthoff mit einer Arbeit zum „Begriff des Gesetzes“.
Zusammen mit Ernst-Wolfgang Böckenförde begründete Schnur im Jahre 1961 die renommierte Fachzeitschrift Der Staat. Auch hier setzte sich Schnur – zusammen mit Helmut Quaritsch – publizistisch für die Beschäftigung mit Carl Schmitt ein.
Wie seinen Speyerer Lehrer Ule zog es Schnur jedoch auch in die Regierungspraxis. So war er zwischen 1961 und 1965 als Oberregierungsrat in der Mainzer Staatskanzlei tätig. Hier erwarb er sich einen exzellenten Ruf als Fachmann für Verwaltungsreformen.
Bemühungen um eine Professur führten dagegen erst 1965 zum Erfolg. Schnur wurde auf den Lehrstuhl für Politische Wissenschaften der neu gegründeten Ruhr-Universität Bochum berufen. Schnur, dessen Lehrstuhl einen juristischen Schwerpunkt abdecken sollte, gehörte damit zu der ersten Professorengeneration der Universität, die erst im Jahre 1965 – drei Jahre nach Gründung – ihren Lehrbetrieb aufnahm. 1968 folgte Schnur dann dem Ruf an die Hochschule Speyer, wo er den Lehrstuhl für Vergleichende Verwaltungswissenschaft und Öffentliches Recht besetzte. Der 1972 erfolgte Ruf an die Eberhard Karls Universität Tübingen, wo Schnur eine Professur für Öffentliches Recht bekleidete, unterstrich seine Etablierung im Wissenschaftsbetrieb. Er war Mitglied der Vereinigung für Verfassungsgeschichte.
Schnurs wissenschaftliches Interesse galt vor allem dem Staats- und Verfassungsrecht, der Institutionentheorie und dem Verwaltungsrecht. Er gehört zu denjenigen Vertretern der Staatsrechtsdogmatik, die offensiv versuchten gegenüber dem Bundesverfassungsgericht den Deutungsprimat in staatsrechtlichen Fragen zurückzugewinnen.

## Schriften (Auswahl)
Monographien
- Der Rheinbund von 1658 in der deutschen Verfassungsgeschichte. Röhrscheid, Bonn 1955.
- Die französischen Juristen im konfessionellen Bürgerkrieg des 16. Jahrhunderts. Ein Beitrag zur Entstehungsgeschichte des modernen Staates, Duncker & Humblot, Berlin 1962.
- Individualismus und Absolutismus. Zur politischen Theorie vor Thomas Hobbes (= Schriften zur Verfassungsgeschichte. Band 2). Duncker & Humblot, Berlin 1963.
- Strategie und Taktik bei Verwaltungsreformen. Nomos, Baden-Baden 1966.
- Vive la République oder Vive la France. Zur Krise der Demokratie in Frankreich 1939/1940, Duncker & Humblot, Berlin 1982.
- Revolution und Weltbürgerkrieg. Studien zur Ouverture nach 1789 (= Schriften zur Verfassungsgeschichte. Band 35). Duncker & Humblot, Berlin 1983.
- Polen in Mitteleuropa, Nomos, Baden-Baden 1984.
- Transversale. Spurensicherungen in Mitteleuropa, Karolinger Verlag, Wien 1988.
- Geschichte in Geschichten verstrickt. Von Astrachan nach Kairouan (über Jeruzalem), Duncker & Humblot, Berlin 1992.

Herausgeberschaften
- Zur Geschichte der Erklärung der Menschenrechte. Darmstadt 1964.
- Institution und Recht. Darmstadt 1968.
- mit Reinhart Koselleck: Hobbes-Forschungen. Berlin 1969.
- Festschrift für Ernst Forsthoff zum 70. Geburtstag. München 1972.
- Staatsräson. Studien zur Geschichte eines politischen Begriffs. Berlin 1975.
- Staat und Gesellschaft. Studien über Lorenz von Stein. Berlin 1978.
- Die Rolle der Juristen bei der Entstehung des modernen Staates. Berlin 1986.
- Die Ermächtigungsgesetze von Berlin 1933 und Vichy 1940 im Vergleich (= Tübinger Universitätsreden, N.F., Band 8). Eberhard-Karls-Universität, Tübingen 1993.

Aufsätze
- Die Krise des Begriffs der services publics im französischen Verwaltungsrecht. In: Archiv des öffentlichen Rechts. 79 (1954), Heft 4, S. 418–430.
- Der Föderalismus als politisches Problem. In: Neue Politische Literatur. 1960, Heft 10, S. 862 ff.
- Die normative Kraft der Verfassung. In: Deutsches Verwaltungsblatt. 75 (1960), S. 197–221.
- Probleme um den Störerbegriff im Polizeirecht. In: Deutsches Verwaltungsblatt. 77 (1962), Heft 1, S. 1–8.
- Grundgesetz, Landesverfassung und 'höhere Gemeindeverbände'. In: Die Öffentliche Verwaltung (DÖV). 1965, Heft 4.
- Pressefreiheit. In: Veröffentlichungen der Vereinigung der Deutschen Staatsrechtslehrer. Heft 22, 1965.
- Der Begriff der 'herrschenden Meinung' in der Rechtsdogmatik. In: Festgabe für Ernst Forsthoff. München 1967.
- Privileg der Juristen in der Verwaltung? In: Die Verwaltung. 1977, Heft 2, S. 141 ff.
- Zur Theorie des Bürgerkrieges. In: Der Staat. 19 (1980), Heft 3, S. 341–366.
- Mitteleuropa in preußischer Sicht. Constantin Frantz. In: Der Staat. 25 (1986), S. 545–573.
- Lazarus von Schwendi (1522–1583). Ein unerledigtes Thema der historischen Forschung. In: Zeitschrift für historische Forschung. 14 (1987), S. 27–46.
- Staatssicherheit. Ein Aspekt der Französischen Revolution. In: Helmut Neuhaus (Hrsg.): Verfassung und Verwaltung. Festschrift für Kurt G. A. Jeserich zum 90. Geburtstag. Köln 1994, S. 125–144.

Briefwechsel
- Martin Tielke (Hrsg.): Carl Schmitt / Roman Schnur. Briefwechsel 1951 bis 1983. Duncker & Humblot, Berlin 2023, ISBN 978-3-428-18933-5.